# Resolutie 1660 Veiligheidsraad Verenigde Naties
Resolutie 1660 van de Veiligheidsraad van de Verenigde Naties werd unaniem door de VN-Veiligheidsraad aangenomen op 28 februari 2006. Deze resolutie stond de secretaris-generaal toe om reserverechters toe te wijzen aan rechtszaken van het Joegoslavië-tribunaal voor het geval andere rechters wegvielen.

## Achtergrond
In 1980 overleed de Joegoslavische leider Tito, die decennialang de bindende kracht was geweest tussen de zes deelstaten van het land. Na zijn dood kende het nationalisme een sterke opmars en in 1991 verklaarde Bosnië en Herzegovina zich onafhankelijk. De Servische minderheid in het land kwam hiertegen in opstand en begon een burgeroorlog, waarbij ze probeerden de Bosnische volkeren te scheiden. Tijdens die oorlog vonden massamoorden plaats waarbij tienduizenden mensen omkwamen. In 1993 werd het Joegoslavië-tribunaal opgericht, dat de oorlogsmisdaden die hadden plaatsgevonden moest berechten.

## Inhoud

### Waarnemingen
De voorzitter van het Joegoslavië-tribunaal had voorgesteld dat secretaris-generaal Kofi Annan op zijn vraag ad litemrechters als reserverechters zou aanstellen in een bepaalde zaak, om desgevallend rechters die niet langer konden zetelen te vervangen.

### Handelingen
Zodoende werden de artikelen °12 en °12 uit de statuten van het tribunaal vervangen door de versies in bijlage.

### Annex
- Artikel °12 — Samenstelling van de kamers, punt °5 bepaalde nu dat de secretaris-generaal reserverechters kon aanstellen die een rechtszaak mee volgden en indien nodig een van de rechters konden vervangen.
- Artikel °13 — Status van ad litem-rechters, punt °3 bepaalde dat die reserverechters dezelfde voordelen genoten als de permanente rechters.

## Verwante resoluties
- Resolutie 1629 Veiligheidsraad Verenigde Naties (2005)
- Resolutie 1639 Veiligheidsraad Verenigde Naties (2005)
- Resolutie 1668 Veiligheidsraad Verenigde Naties
- Resolutie 1722 Veiligheidsraad Verenigde Naties

Lijst ·  1652 ·  1653 ·  1654 ·  1655 ·  1656 ·  1657 ·  1658 ·  1659 ·  1660 ·  1661 ·  1662 ·  1663 ·  1664 ·  1665 ·  1666 ·  1667 ·  1668 ·  1669 ·  1670 ·  1671 ·  1672 ·  1673 ·  1674 ·  1675 ·  1676 ·  1677 ·  1678 ·  1679 ·  1680 ·  1681 ·  1682 ·  1683 ·  1684 ·  1685 ·  1686 ·  1687 ·  1688 ·  1689 ·  1690 ·  1691 ·  1692 ·  1693 ·  1694 ·  1695 ·  1696 ·  1697 ·  1698 ·  1699 ·  1700 ·  1701 ·  1702 ·  1703 ·  1704 ·  1705 ·  1706 ·  1707 ·  1708 ·  1709 ·  1710 ·  1711 ·  1712 ·  1713 ·  1714 ·  1715 ·  1716 ·  1717 ·  1718 ·  1719 ·  1720 ·  1721 ·  1722 ·  1723 ·  1724 ·  1725 ·  1726 ·  1727 ·  1728 ·  1729 ·  1730 ·  1731 ·  1732 ·  1733 ·  1734 ·  1735 ·  1736 ·  1737 ·  1738